# Vrhpolje pri Kamniku
Vrhpolje pri Kamniku – wieś w Słowenii, w gminie Kamnik. W 2018 roku liczyła 716 mieszkańców.